# Luaka Bop
Luaka Bop é uma gravadora musical criada pelo músico David Byrne.